# عشق و ازدواج
عشق و ازدواج (انگلیسی: Love and Marriage) یک فیلم کمدی به کارگردانی جانی پوچینی و مینو گوئرینی است که در سال ۱۹۶۴ منتشر شد.

## بازیگران
- لاندو بوتسانکا
- ماریا گراتزیا بوچلا
- لوچانا آنجولیلو
- اومبرتو دورسی
- سیلوا کوشچینا
- فیلیپ لروآ
- اینبورگ شونر
- مارینو مازه
- الئونورا روسی دراگو
- آلدو جوفره
- برونو شیپیونی